# Pindoretama
Pindoretama là một đô thị thuộc bang Ceará, Brasil. Đô thị này có diện tích 72,855 km², dân số năm 2007 là 16217 người, mật độ 222,59 người/km².